# Mitsubishi Tip 89 IFV
Mitsubishi Tip 89 je japansko borbeno vozilo pješaštva. Tip 89 razvijen je s ciljem da zamijeni zastarijeli Tip 73, te je 1984. godine japanski parlament odobrio 600 milijuna jena za izradu prva četiri prototipa. Tip 89 prilagođen je japanskim potrebama pa zato nema amfibijska svojstva. Do 1999. proizvedeno je i isporučeno ukupno 80 vozila japanskoj vojsci.

## Naoružanje
Glavno naoružanje Tip 89 oklopnog vozila sastoji se od 35 mm topa švicarske tvrtke Oreilikom Contraves KDE. Maksimalna brzina ispaljivanja granata iz topa je 200 granata u minuti. Zbog relativno velikog kalibra, Tip 89 može uništiti većinu svjetskih borbenih vozila pješaštva na udaljenostima do 3000 metara. Taj top postavljen je u dvočlanu kupolu. U njoj sjede zapovjednik i topnik koji imaju svoj ciljanički periskop.
Na svaku stranu kupole postavljen je po jedan lanser japanskih protuoklopnih vođenih raketa Jyu-MAT. Maksimalna brzina rakete je 200 m/s, a najveći domet 4000 metara uz probojnost najvjerojatnije više od 800 mm homogenog čeličnog oklopa. Kao sekundarno naoružanje ugrađena je 7.62 mm suspregnuta strojnica. 

## Oklop
Oklop Tip 89 oklopnog vozila izrađen je od zavarenih čeličnih ploča. Debljina oklopa nije poznata, ali s obzirom na masu vozila pretpostavlja se da je dosta visoka. Dodatnu zaštitu pruža motor koji je smiješten u prednjem lijevom dijelu, dok je vozač u desnom. 

## Pokretljivost
Tip 89 pokreće Dieselov motor 6 SY 31 WA koji razvija maksimalnih 600 ks pri 2000 okretaja u minuti. Uz suvremenu transmisiju postiže dobrih 70 km/h, dok mu je najveća brzina pri kretanju unatrag solidnih 42 km/h. Tip 89 nema amfibijska svojstva, ali može savladati vodenu zapreku dubine do 1 metar. Domet mu je 400 km što je sasvim dovoljno za japanske potrebe. 